# Dansungsa
El Dansungsa (en coreano: 단성사) establecido en 1907, fue la primera sala de cine en Corea del Sur. Se encuentra ubicado en Jongno 3-ga, Seúl. El Vuelo de la Corea Leal fue el primer estreno en el cine en 1919,  una película folclórica de Chunsa Na Woon-gyu, llamada Arirang, que se estrenó en el teatro en 1926, le siguió. Chunhyanjeon se convirtió en el tercer principal estreno del teatro en 1935. Se volvió a abrir en 2005 como un múltiplex moderno con siete pantallas. Dansungsa es directamente accesible desde la estación Jongno 3-ga del metro de Seúl entre las líneas uno, tres y cinco.